# Temistocle Solera

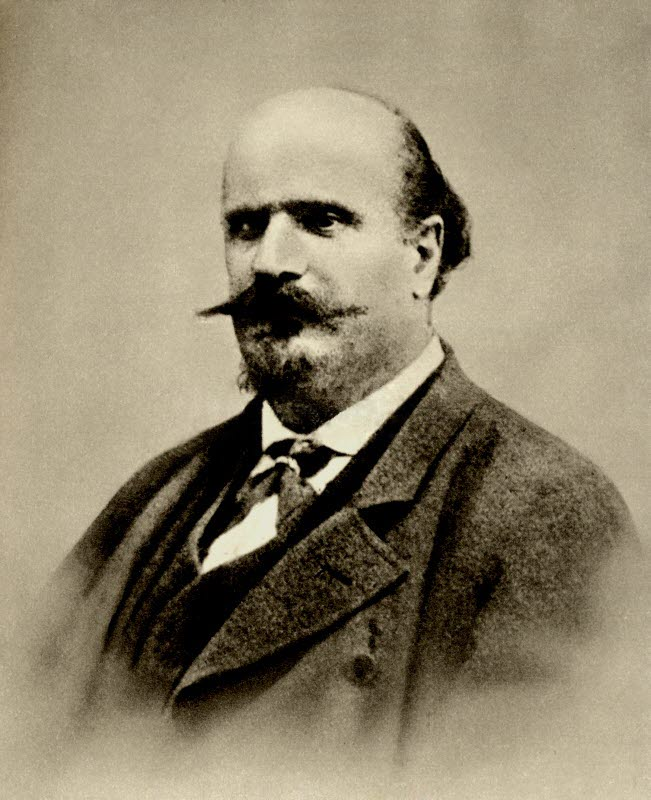
Temistocle Solera

Temistocle Solera (Ferrara, 25 december 1815 - Milaan, 21 april 1878) was een Italiaans (opera-)componist en librettist.

## Lijst van werken

### Componist
- Ildegonda (1840)
- Il contadino d'Agleiate (1841, rev. as La fanciulla di Castelguelfo in 1842)
- Genio e sventura (1843)
- La hermana de palayo (1845)

### Librettist
- Oberto (Giuseppe Verdi, 1839)
- Galeotto Manfredi (Hermann, 1842)
- Nabucco (Giuseppe Verdi, 1842)
- I Lombardi alla prima crociata (Giuseppe Verdi, 1843)
- Giovanna d'Arco (Giuseppe Verdi, 1845)
- Attila (Giuseppe Verdi, 1846)
- La conquista di Granata (Don Pascual Juan Emilio Arrieta y Corera, 1850)
- La fanciulla delle Asturie (B. Secchi, 1856)
- Sordello (A. Buzzi, 1856)
- Pergolese (Stefano Ronchetti-Monteviti, 1857)
- Vasconcello (A. Villanis, 1858)
- Una notte di festa (A. Villanis, 1859)
- L'espiazione (Achille Peri, 1861)
- Zilia (Gaspar Villate, 1877)

- Biblioteca Nacional de España: XX1042983
- Bibliothèque nationale de France: cb11925100r (data)
- Catàleg d'autoritats de noms i títols de Catalunya: 981058509900906706
- CiNii: DA04780692
- Gemeinsame Normdatei: 119501821
- International Standard Name Identifier: 0000 0001 1598 2324
- Library of Congress Control Number: n82006554
- Nationale Bibliotheek van Letland: 000302365
- MusicBrainz: 9981e8d2-c0ed-4d71-864b-39c1ea7e3b9e
- Bibliotheek van het Japanse parlement: 00881015
- Nationale Bibliotheek van Tsjechië: jn20000605079
- Nationale Bibliotheek van Israël: 987007283525105171
- Nationale Bibliotheek van Polen: a0000002421661
- Nederlandse Thesaurus van Auteursnamen: 068108249
- Istituto Centrale per il Catalogo Unico: CFIV038231
- SNAC: w6dn482t
- Système universitaire de documentation: 035786485
- Trove: 1299122
- Virtual International Authority File: 14776851
- WorldCat: E39PBJg4jmBhVJ68vwrbqfhrbd